# Іберійське царство
41°26′ пн. ш. 43°14′ сх. д. / 41.44° пн. ш. 43.24° сх. д.
Ібе́рія (грец. Ἰβηρία, лат. iberia) — стародавнє грузинське царство Картлі (груз. ქართლი), згадуване античними і візантійськими авторами. На рубежі IV–III ст. до н. е. на території Іберії утворилася держава. Частина об'єднаних в общини землеробів була вільною, інші підкорялися царському роду і знаті. Праця рабів (в основному з військовополонених) використовувалася на будівельних і інших важких роботах, а також в палацовому господарстві.
Найзначнішим містом була столиця Іберії Мцхета. У ній, а також в містах Урбніси, Уплісцихе та в інших процвітали ремесла і торгівля. У перших століттях н. е. в Іберії застосовували грецьку і арамійську писемність. В цей же час відбувається значне посилення Іберії, особливо під час правління Фарсмана II (II ст. н. е.).
У IV столітті в Іберії починають розвиватися феодальні відносини; у 319 християнство було оголошено державною релігією. В кінці VI століття Іберія була підпорядкована Персії і обкладена важкою данню. У V столітті на чолі повстання проти влади Сасанідів став цар Іберії Вахтанг I Горгасалі. Після придушення повстання перси скасували царську владу в Іберії, перетворивши її на свою провінцію — Іберійське марзпанство.

## Історія
У найдавніші часи територію Кавказької Іберії населяли кілька споріднених племен, що походять з Куро-аракської культури. В їх об'єднанні, на думку, дослідників провідну роль відіграло плем'я мосхів зі східної та південної Іберії. Мосхи, можливо, повільно рухалися на північний схід, утворюючи поселення під час міграції. Одним з них була Мцхета, майбутня столиця Іберії. Мцхетою пізніше правив князь, відомий як мамасахлісі («батько домогосподарства»). За часів Ахемендів землі кавказьких іберів входили джо складу XVIII й XIX сатрапій.
В одній з давніх хронік «Мокцевай Картлісай» згадується, що правитель на ім'я Азон та його народ походять з Аріан-Картлі – первісної батьківщини протоіберійців, яка перебувала під владою Ахеменідів до падіння Перської імперії – і оселилися на місці, де мала бути заснована Мцхета. В іншій хроніці «Картліс Цховреба» стверджується, що Азон був підлеглим царя Александра Македонського, який повалив правлячу родину Мцхети та завоював цю територію, поки не був розгромлений наприкінці IV ст. до н.е. вождем Фарнавазом. За більш вірогідними свідченями Азон (інший варіант Мітрідат) був сатрапом Вірменії, якого призначив Селевк I. При цьому Фарнаваз діяв за підтримки Колхідськогоц арства, що на той час також здобуло незалежність. 

Іберія і Колхида за панування Фарнаваза I

За переказами Фарнаваз I став першим царем Іберії. У 280 році до н. е. користуючись родинними зв'язками з царем Куджи, після смерті або вбивства якого підкорив Колхідське царство. Також забезпечив визнання своєї держави з боку Селевка I. 
Наступний цар Саурмаг I зміцнив союз з Селевкідами. За цим захопив Еретію, чим суттєво розширив володіння. Але внаслідок потужного повстання 230 року до н.е. проти царя держава фактично розпалася. Саурмаг I лише за допомогою дзурдуків (народ на північному Кавказі) зумів повернути собі трон. Саурмаг провів реформу системи управління, що послабила стару еліту і підняла служивий прошарок. Багато дзурдзуків було нагороджено посадами та землями в Іберії. 

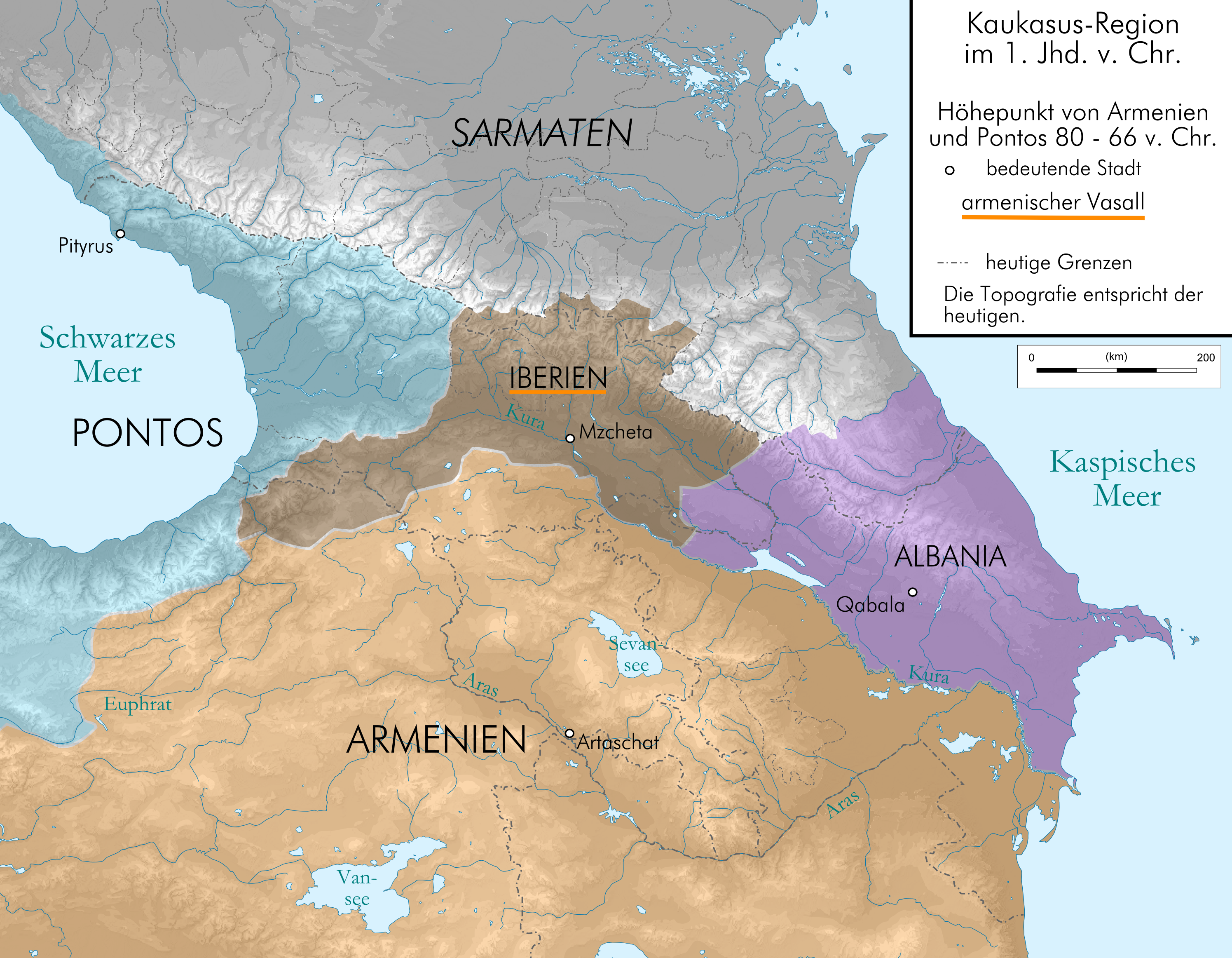
Іберійське царство у I ст. до н.е.

Міріан I вимушен був перейти до оборони, зміцнивши Дар'яльську ущелину, видбивши вторгнення дурдзуків до Кахетії та базалетії, після чого перейшов у наступ до Дурдзукетії та Чарталетії. Також зміцнював кордон з царством Велика Вірменія, яке розпочало активну загарбницьку політику на Кавказі. Наступний цар Фарнаджом вимушен був шукати союзи проти Великої Віменії, насамперед Парфією. Однією з умов стало прийняття царем зороастризму, що спричинило загальне повстання, наслідком чого стало повалення Фарнаджома, замість якого посів трон Аршак I з вірменської династії Арташесидів. 
З цього часу Іберія опинилася в сфері впливу Великої Вірменії. Це спричинило участь царя Артака у війні проти Римської республіки на боці вірменського царя Тиграна II та його союзника Мітрідата VI, царя Понту, Боспору і Колхіди. 65 року до н.е. римський полководець Гней Помпей, перемігши вірменське військо, вдерся до Іберію, більшу частину захопив, але переправившись через куру зустрів запеклий опір. Тому зрештою було укладено мирну угоду, за якою Іберія фактично визнала зверхність Риму. 36 року до н. е. легат Публій Канідій вторгся до Іберії та змусив царя Фарнаваза II приєднатись до походу римлян проти Кавказької Албанії

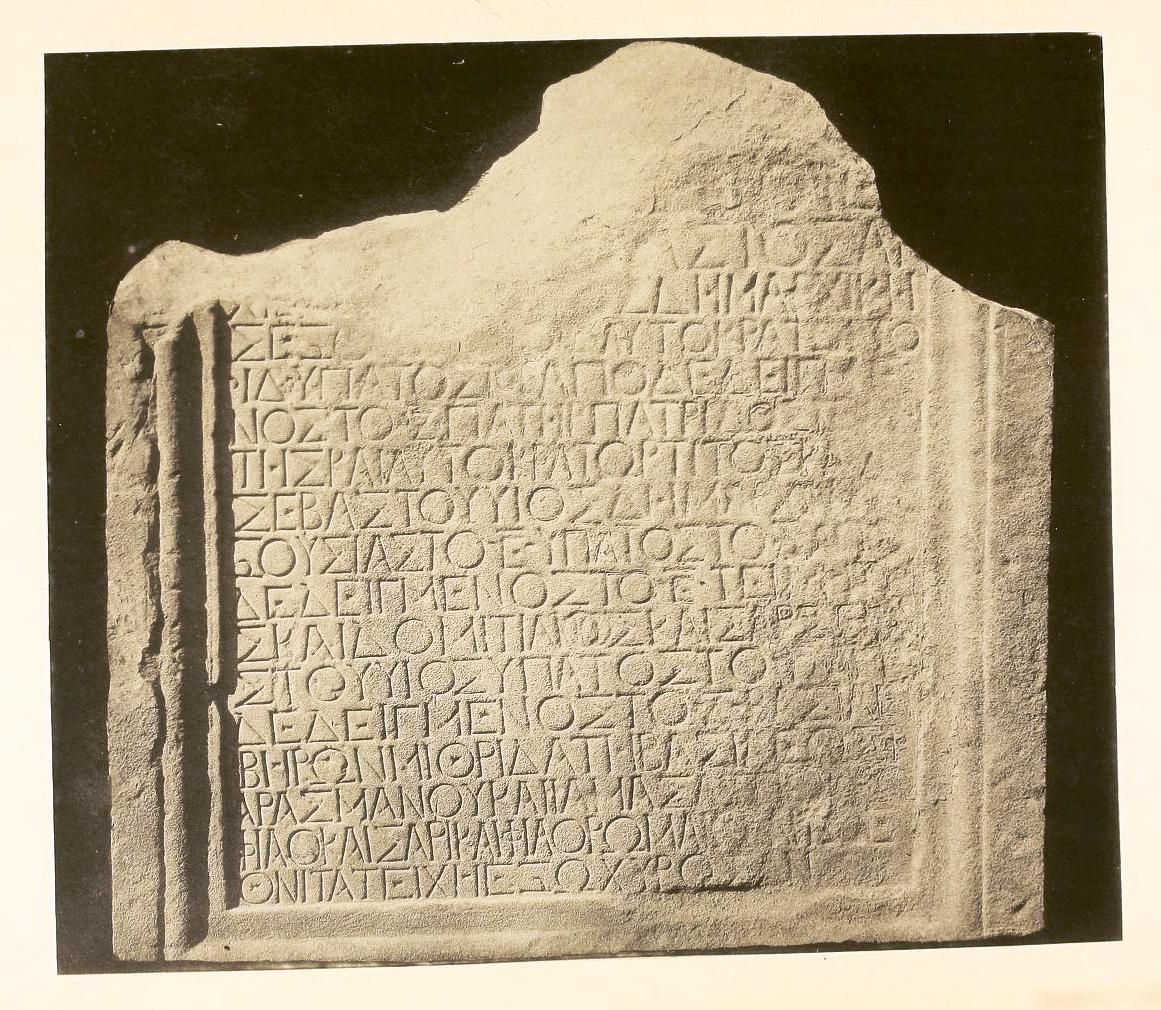
Напис на честь Веспасіана у Мцхеті

У 30 році до н.е. за підтримки парфян Міріан з династії Фарнавазидів повалив Фарнаваза II, захопивши владу. Втім наступний цар Аршак II став маневрувати між Римською і Парфянською імперіями, а вже цар Фарсман I допомагав римським війська у Великій Вірменії. Ще більше зміцнив римський вплив у державі Мітрідат I, що підтримав Веспасіана у боротьбі за трон, за що йому було надано римське громадянство.
Протягом наступних двох століть римський вплив на цю територію продовжувався, але за правління царя Фарсмана II Іберія частково повернула собі колишню могутність. Відносини між римським імператором Адріаном та Фарсманом II були напруженими. За римського імператора Антоніна Пія відносини покращилися настільки, що Фарсман II навіть відвідав Рим, де, за повідомленнями Діона Кассія, на його честь було встановлено статую та надано право на жертвопринесення. Цей період приніс значні зміни в політичний статус Іберії, оскільки Рим визнав її союзницею замість підлеглої держави. Ця політична ситуація залишалася незмінною навіть під час римсько-парфянських війн.
Разом з тим після смерті Фарсмана II почалося внутрішнє послаблення держави. Ще Амазасп II успішно воював проти аланів, але його було повалено аристократами. Наступні царі вимушені постійно боротися зі знаттю, яку підтримувала Велика Вірменія. Цар Бакур I вимушен був визнати  зверхність сасасіндського царя Шапура I. З цього часу Іберія брала участь у війнах Сасанідів проти Риму, хоча Аспагур I намагався скинути сасанідську залежність. 

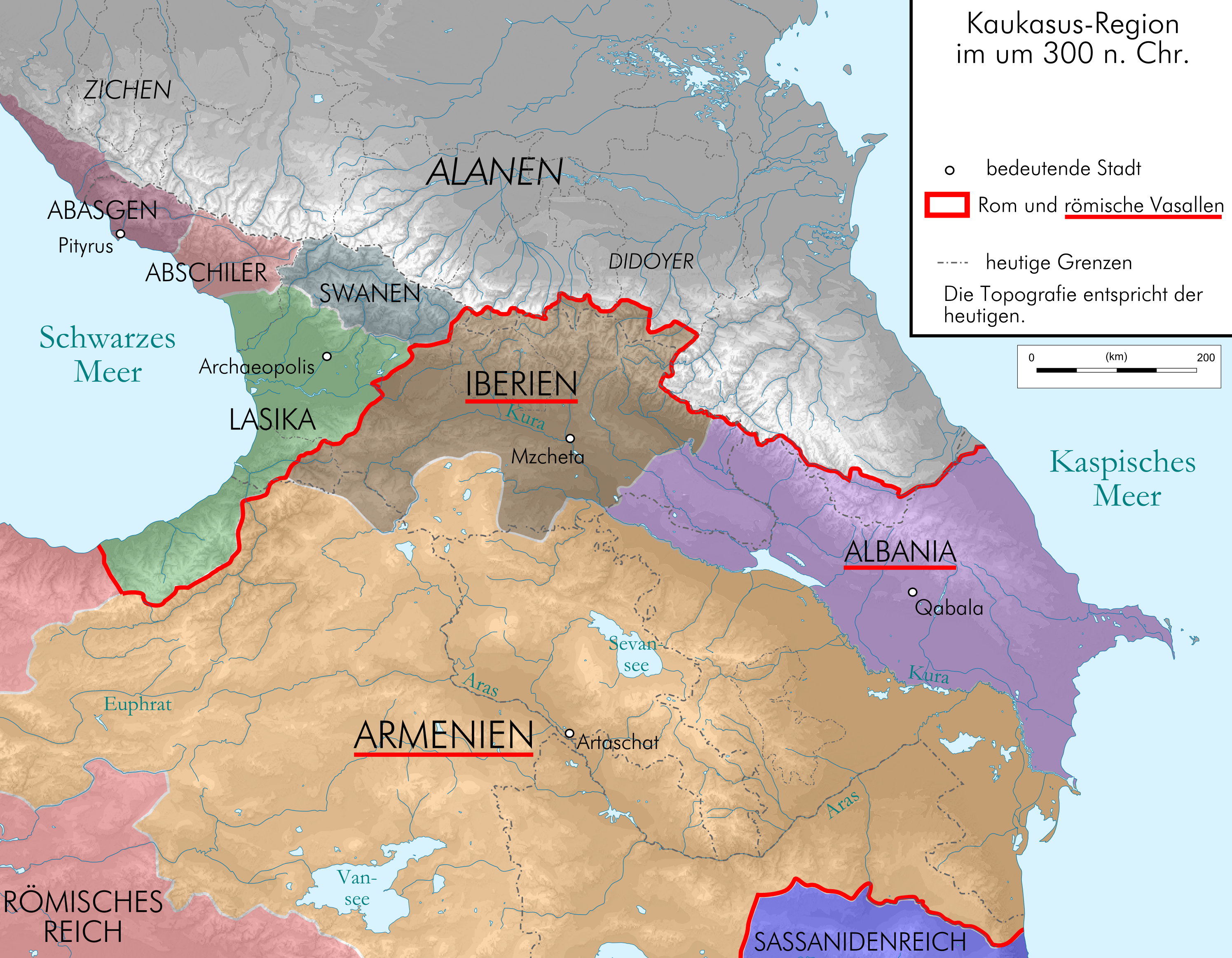
Іберія за панування Міріама III

Міріан III з династії Хосровідів за Нісібіським договором 298 року визнав зверхність Римської імперії. Втім поразка Римсько імперії у війні 363 року призвело до визнання царем Вазар-Бакуром I влади Сасанідів, що було підтверджено Акілісенським миром у 387 році.

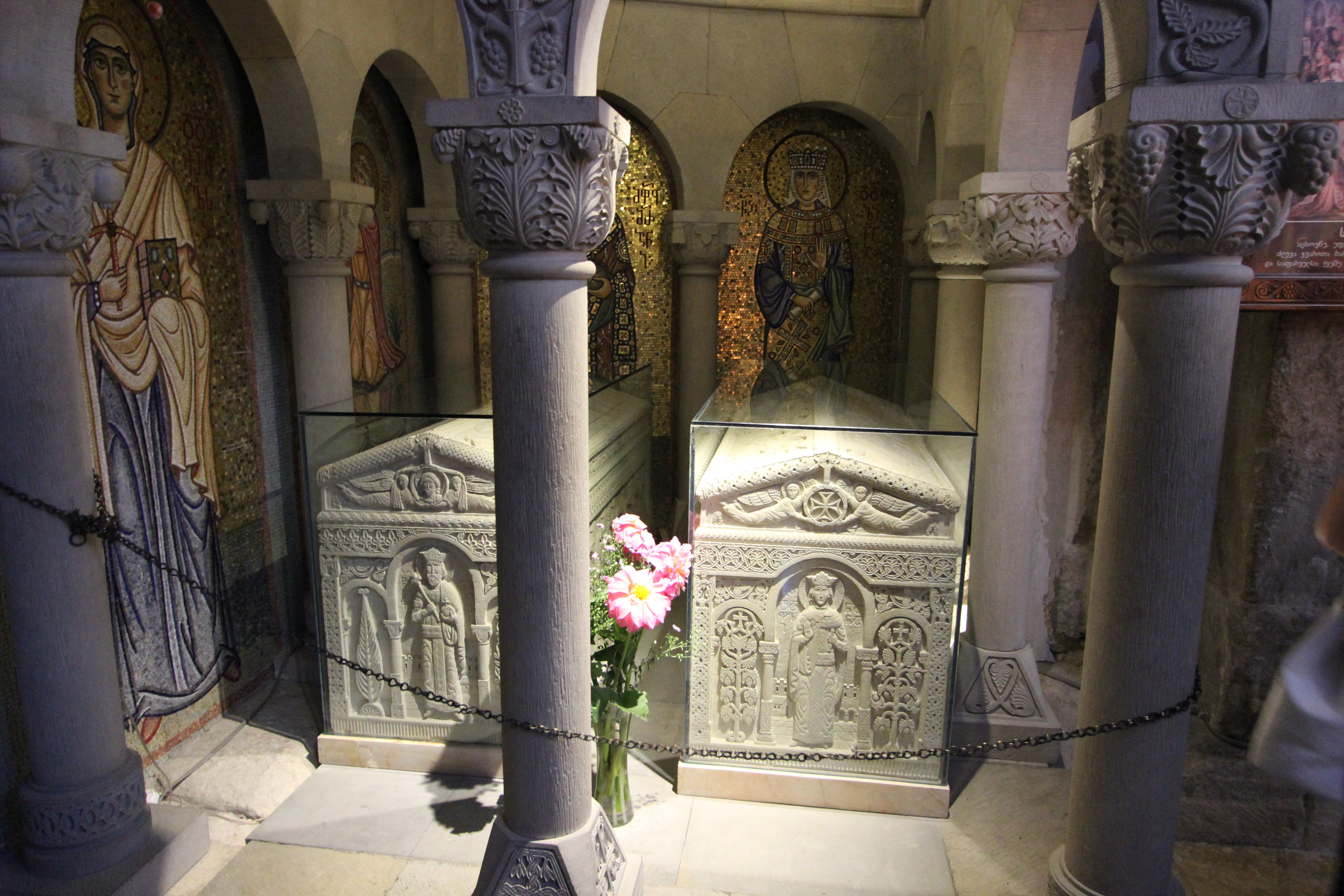
Могила царя Міріана й цариці Нани в церкві Самтавро

Фарсман IV зберіг автономію своєї країни та перестав платити данину Персії. Але зрештою Сасанидська імперія взяла гору, перемігши 411 року Мітрідат аIV, а шахиншахи починаючи з Єздігерда I стали призначати намісника (пітіакса/бідакса) для нагляду за Іберією. Зрештою вони зробили цю посаду спадковою в правлячому домі Нижньої Картлі, таким чином започаткувавши Картлійський пітіаксат, який перебрав під свій контроль велику територію. Хоча він залишався частиною Картлійського царства, його намісники перетворили свій домен на центр перського впливу. 

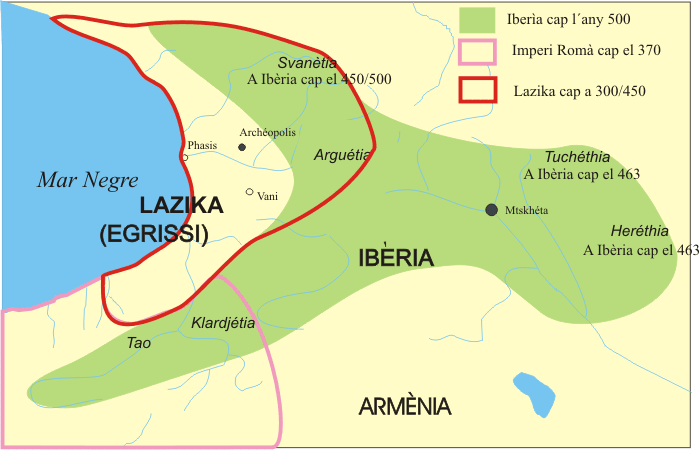
Володіння Вахтанга I (позначено зеленим кольором)

Початок панування царя Вахтанга I ознаменувалося відносним відродженням царства. Раніше васал персів, він закріпив північні кордони, підкоривши кавказьких горців, і взяв під свій контроль сусідні західні та південні іберійські землі. Він заснував автокефальний патріархат у Мцхеті та зробив Тбілісі своєю столицею. У 460—461 роках вимушен був відбивати напад оногурів з півночі, а 466 року — сарагурів. У 482 році він очолив загальне повстання проти Персії та розпочав відчайдушну війну за незалежність, яка тривала 20 років. Він не зміг отримати підтримку Візантії та зрештою зазнав поразки, загинувши в битві в 502 році.
Тривале суперництво між Візантією та Сасанідською Персією за верховенство на Кавказі, а також наступне невдале повстання 523 року іберів під проводом Гургена мали серйозні наслідки для країни. Після цього цар Іберії мав лише номінальну владу, тоді як країною фактично правили перси. З 534 року правителі Іберії мали від персів титул марзпана, а від Візантії — царський титул. 540 року владу царя і марзпана було розділено. При цьому останній отримав фактичну владу. У відповідь 541 року Бакур II повстав, підтримав вторгнення на Кавказ візантійських військ. Лише 552 року сасанідське військо змусило царя Фарсмана V визнати зверхність перського шахіншаха. До кінця панування Фарсмана VI царська влада знову стала номінальною.
У 580 році шахіншах Ормізд IV скасував монархію після смерті царя Бакура III, і Іберія стала перською провінцією, якою керував марзпан. Грузинська знать закликала візантійського імператора Маврикія відродити Іберійське царство у 582 році, але в 591 році Візантія та Персія домовилися розділити Іберію між собою.

## Територія і населення
У різні періоди охоплювала територію сучасних Картлі (Шида-Картлі і Квемо-Картлі), Кахетії, Ереті (Кухетія), Месхетії, Кола, Артані,  Таохетії, Геніохії, Гугарк і Колхиди. Але здебільшого володіння іберійських царів не виходили за межі Картлі. На сході кордоном з Кавказькою Албанією була річка Алазань.
Столицями були послідовно міста Армазі, Мцхета, Тбілісі. Населення становили кавказькоіберійські та колхські племена, вайнахські народи, скіфи, алани.

## Устрій
На чолі стояв мепе (цар), що мав вищу політичну, військову та судову влдау. Владу успадковував один зі старших синів царя. Двома найзначущими державними особами були головний суддя та головний військовик. Спочатку цю посаду об'єднував одна особа з титулом спаспет. Згодом він став лише головнокомандуючим. Питаннями збирання податків займався тисячник (хіліарх).
У період династій Фарнавазидів та Арташесидів держава була розділена на 8 провінцій (саерістао) на чолі із еріставі. Столиця Мцхета з навколишньою територією складала окрему адміністративну одиницю. За часів Хосровідів очільники провінцій називалися пітіахші. Фортеці очолював цихіставі, яких зазвичай було 2 для великого міста.

## Суспільство
На першому рівні знаходився цар, представники правлячої династії та вища військова аристократія. На другому рівні за соціальним статусом розташовувалися жерців, потім християнські священники. На більш низькому рівні розтошовувалися ремісники та вояки. Слідом йшли напіввільні селяні, царські та храмові раби. 

## Економіка
Основу становила землеробство, ремісництво та торгівля. Клімат, численні річки, рдючі ґрунти сприяли розвитку сільського господарства.
Металообробка була поширена в Іберії, слугуючи виробництву зброї, ювелірних виробів та інструментів. Поблизу Грдселі Міндорі були знайдені залишки стародавньої майстерні. Там обробляли залізо, свинець, мідь та золото. З VI ст. в Іберії також виробляли скло. Це скло було непрозорим і кольоровим. Багато скляних виробів також імпортувалося з Фінікії, Криту, Сирії та Єгипту. У I ст. з'явилося безбарвне прозоре скло, яке використовувалося переважно для виготовлення посуду. Крім того, в Іберії розвинулося мистецтво фарбування текстилю. 
Торговельні зв'язки існували з містами Близького Сходу та східного Середземномор'я. Усі міста розташовувалися на торгових шляхах, найважливішими з яких були Мцхета, Уплісцихе, Урбнісі, Уджарма, Шорапані, Вані, Кутаїсі та Нокалакеві. Іберія мала мережу асфальтованих доріг, які переважно використовувалися для торгівлі та регулярно доглядалися. Наземні дороги були вимощені дерев'яними тротуарами, тоді як у містах здебільшого використовувалося річкове каміння, в деяких випадках скріплене розчином. Великі річки мали постійне поромне сполучення або мости. Страбон повідомляє про 120 мостів через річку Фасіс над Шорапані. У Мцхеті також було два мости, через Арагві та Мткварі.
Країна не мала власних монет, але карбувала копії золотих монет часів Александра Македонського. Також використовувалися монети з Македонії, Понта, Єгипту, Сирії, міста Сінопи та Парфянської імперії.
Замість опадаткування збиралася данина, що поділялася на царську та еріставську.

## Вірування

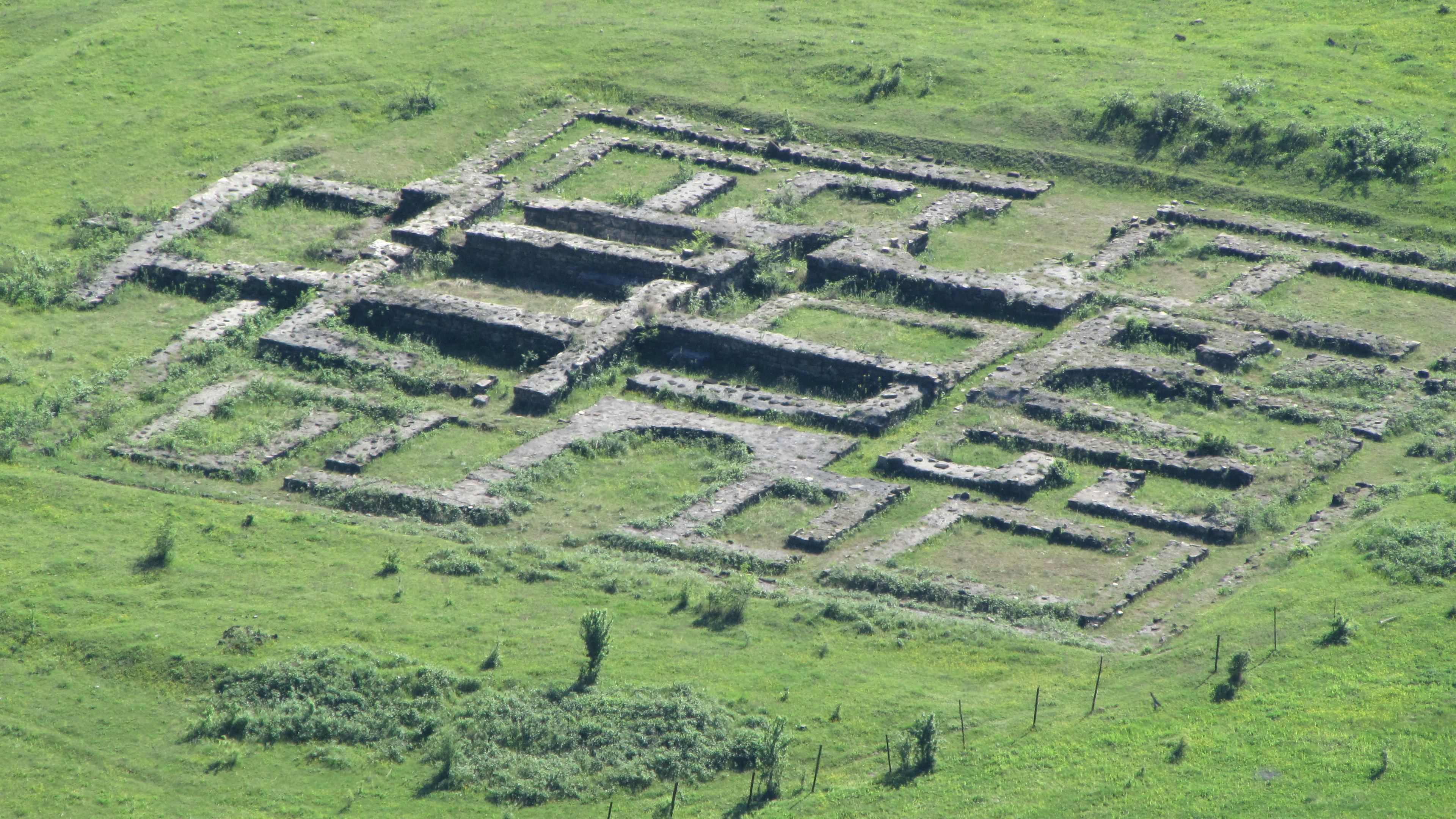
Руїни храму вогню в Некресі (Кахетія)

Офіційний культ Армазі було запроваджено царем Фарнавазом I. Також існувало віра у богів Саден, Газі, Га, Айніна та Даніна. Втім вони відомі за іменами, але не за значенням. Богів уявляли антропоморфними, статуї богів часто встановлювалися у видних місцях. Також існував культ коня.
З I ст. культ Мітри та зороастризм були поширені в Іберії. Розкопки багатих поховань у Борі, Армазі та Згудері виявили срібні чаші для пиття із зображенням коня, який стоїть біля вівтаря вогню або має підняту над вівтарем праву передню ногу. Культ Мітри, що вирізнявся своїм синкретичним характером і таким чином доповнював місцеві культи, особливо культ Сонця, поступово зливався з давньогрузинськими віруваннями. Крок за кроком перські та парфянські вірування глибоко проникали в практику іберійського двору та еліти.
Близько 319 року Міріан III оголосив християнство державною релігією Іберійського царства. З 363 року сасанідські ставленики-царі Іберії почали переслідування християнства та поширення зороастризму. 387 року Вазар-Бакур II оголосив зороастризм ще однією державною релігією поруч з християнством. Втім християнство залишалося більш впливовою. Вже шахіншах Пероз у середині V ст. почав новий наступ на християн Іберії, він змусив усю іберійську занть навернутися до зороастризму, хто відмовлявся, того страчували. Проте вже в VI ст. усі кавказькі ібери повернулися до християнства.

## Культура

### Музика
Історичні документи VIII та IV ст. до н.е. оповідають про трудові, похідні та хороводні пісні. До давнини відносяться також пісні величання, поминальні, заклинальні, звернення до сонця, духів предків та багато інших, що відбивають пережитки давньомовної музичної культури та мають сліди аграрних та обрядових функцій. Різносторонньо представлено іберійську поетико-пісенну творчість у репертуарі мандрівних співаків-сказарів - мествірі, які були одночасно поетами, співаками, композиторами-імпровізаторами, виконавцями на волинці. 
З 5 ст. у церковних школах спів запроваджується як предмет навчання, а в ужиток церковної служби входять церковні співи. У VI ст. аскет Шио Мгвімелі працював у Мцхеті, і два його церковні гімни збереглися. Втім більшість його творів були втрачені у війнах наступного періоду. 

### Театр
Залишки комплексу з кількох залів, вирубаних у скелі, були знайдені поблизу Уплісцихе. Це вважається ранньою формою театрального будівництва. Прокопій Кесарійський повідомляє про театр та іподром у місті Апсарос. Іберійський театр, ймовірно, був тісно пов'язаний з танцем та ритуалом. Грузинські хроніки та зображення записують пісні та музику, що виконувалися на духових інструментах на культових святах бога Армасі.

### Архітектура
Фарнаваз I збудував велику цитадель Армазціхе та храм бога в столиці Армазі. Міста були оточені масивними стінами, в яких були вбудовані оглядові та оборонні вежі. Використання розчину задокументовано з III століття до нашої ери; з того часу будинки зсередини здебільшого штукатурили. У містах були лазні, водопроводи та каналізація. Лазні складалися з роздягальні, кімнати для обігріву, гарячої, теплої та холодної лазні, а також системи опалення на першому поверсі. 
З часів Міріана III іранські елементи в грузинському мистецтві поступово зникли з прийняттям християнства. Перші церкви були побудовані як дерев'яні базиліки. Перша з них була збудована у Мцхеті, а інша, що збереглася донині, у Болнісі. Тринефна будівля з підковоподібною апсидою має двосхилий дах, що підтримується п'ятьма парами колон. У VI ст. з'явився новий тип церкви: хрестокупольні церкви з монументальним, але простим дизайном. Одним із прикладів, що зберігся донині, є церква Джварі у Мцхеті. Цар Тірдат наказав спорудити величні церкви в містах Руставі і Некресі.

### Скульптура
Під впливом парфянських мотивів розвивалася скульптура. Окрім статуй богів, збереглися також численні зображення тварин, переважно з каменю або металу.

### Одяг і прикраси
Двір було організовано спочатку за селевкідським, потім за парфянським зразком, одяг еліти був під впливом перського та парфянського костюма, іберійська еліта прийняла парфянські особисті імена.
Але з  I ст. н.е. після римського завоювання до Іберії потрапило багато римських товарів. Під час розкопок в ущелині Армасі в могилах було знайдено велику кількість золотих та срібних прикрас. Деякий знайдений одяг має римське походження. Між багатими та бідними в суспільстві існував великий розрив. На знак дружби з Риму присилалася високохудожня срібна столове начиння й посуд з портреним зображенням імператорів
Археологічними розвідки виявлені схожі прикраси, що підтверджують місце зв'язків між кавказькими іберами і скіфами. Тут були виявлені ідентичні браслети з несхожими кінцівками і трохи увігнуті в тильній частині, різнилися браслети лише зооморфними кінцями на кінець з браслетів мали зміїні головки, в разі ж з іберійської спостерігалися головки овнів. Іберами також було створено власні залізні інструменти для виготовлення ювелірних прикрас.

### Поховання
Людей зазвичай ховали в ямах або в могилах, обкладених камінням. Поховання в посудинах були задокументовані для IV-I ст. до н.е. Пізніше також з'явилися могили з черепиці, кам'яні саркофаги та могили з цегли та глиняних плит. З часом каміння, яке використовувалося для могил, стало більш ретельно обробленим. Похоронний інвентар дуже різноманітний; у могилах заможних померлих знаходили золоті накладки для очей та рота, персні, браслети, пряжки, кінську упряж та срібні посудини. Поховальний інвентар було прикрашено зображеннями тварин, а для ювелірних виробів також використовувалися імпортні товари, такі як скло та коштовне каміння. На могилах або на поховальному інвентарі часто знаходили написи з інформацією про померлого. Згідно з грузинськими хроніками, іберійських царів ховали в мавзолеях. У християнські часи могили все частіше обкладали кам'яними плитами, а померлих обмивали та помазували олією.